# Антиох (флотоводец)
Антиох — афинский флотоводец во время Пелопоннесской войны, командовал в неудачной для афинян битве при Нотии.
Антиох был другом Алкивиада. Плутарх рассказал об обстоятельствах их знакомства:
Первое его публичное выступление состоялось, как говорят, в связи с добровольным пожертвованием государству: он не готовился к этому, но, проходя мимо шумевших афинян, спросил о причине шума и, узнав, что вносят пожертвования, подошел и тоже сделал взнос. Когда народ стал кричать и рукоплескать, Алкивиад от радости забыл о перепеле, который как раз был у него в гиматии. Птица, испугавшись, улетела, афиняне стали кричать еще больше, и многие, встав, принялись ее ловить. Кормчий Антиох поймал и отдал Алкивиаду, благодаря чему приобрел большую благосклонность последнего.
В 406 году до н. э., отправляясь за жалованьем, Алкивиад оставил командующим флотом Антиоха, приказав ему во время его отсутствия не вступать в бой со спартанцами. Однако тот нарушил строгий приказ. Как пишет Диодор, Антиох захотел, «будучи по натуре легкомысленным человеком и горя нетерпением самостоятельно совершить какой-нибудь блестящий подвиг». Он решил дать бой спартанскому флоту под командованием наварха Лисандра.
Антиох выплыл с десятью триерами к Эфесу, приказав остальной части флота быть в боевой готовности, «пока враг не окажется далеко от суши». Однако сражение пошло совсем не так, как рассчитывал Антиох. Узнав от перебежчиков об отъезде Алкивиада и о том, что флотом командует неопытный командир, Лисандр, в свою очередь, решил «совершить что-либо достойное Спарты». Вероятно, Антиох был так уверен в пассивности спартанцев, что на своем флагманском корабле либо слишком далеко оторвался от остального флота, либо слишком близко подошёл к берегу. Увидев оказавшийся в уязвимом положении одинокий корабль Антиоха, Лисандр внезапно атаковал его тремя триерами и потопил, Антиох при этом погиб. Остальные афинские корабли, оставшись без командующего, были ошеломлены и впали в панику. Они начали спешно отступать к Нотию, а спартанцы продолжали их преследовать.
После этого Лисандр поднял весь свой флот в погоню. Он понял, что у афинян всё пошло не по плану и вся остальная часть афинского флота будет сбита с толку и дезорганизована, поскольку их командир был убит. Возможно, афиняне ожидали какого-то сигнала от своего командующего, но его, конечно, не последовало. Вместо этого они увидели свои отступающие корабли и преследовавшие их численно превосходящие силы противника. Они не успели в должной мере подготовиться к бою и были разбиты, потеряв 22 корабля, из которых 15 были захвачены врагом, а 7 потоплены.
Поражение было небольшим, однако раздосадованные афиняне отстранили Алкивиада от командования флотом и тот, опасаясь гнева афинского народа, отправился в новое изгнание.